# NetSim
NetSim és un simulador de xarxa i eina d'emulació de xarxa emprat per a dissenyar i planificar xarxes de telecomunicacions. NetSim és un simulador d'events discrets estocàstics desenvolupat per la companyia Índia TETCOS en associació amb l'institut indi de ciències amb una primera versió el juny del 2004.

## Tecnologies simulables
- Xarxes clàssiques : Ethernet, ARP, WLAN, IEEE 802.11 a/ b / g / n / ac i e.
- Xarxes antigues : Token Ring, Token Bus, CSMA/CD.
- Xarxes cel·lulars : GSM, CDMA, LTE.
- Xarxes sense fils avançades : Wi-Max, MANET.
- Xarxes IoT i sensors : ZigBee, WSN.